# 布雷东
布雷东（法語：Bresdon，法語發音：[bʁɛdɔ̃]）是法国滨海夏朗德省的一个市镇，位于该省东部，属于圣让当热利区。

## 地理
布雷东（45°51'49"N, 0°8'50"W）面积16.67 平方千米，位于法国新阿基坦大区滨海夏朗德省，该省份为法国西部滨海省份，北起旺代省，西临大西洋，南至吉倫特省，东南接多爾多涅省，东北接德塞夫勒省接壤，东临夏朗德省。
与布雷东接壤的市镇（或旧市镇、城区）包括：朗维尔-布勒约、韦尔迪耶、博韦叙马塔、讷维克堡、谢克、圣旺拉泰讷、瓦勒多日。

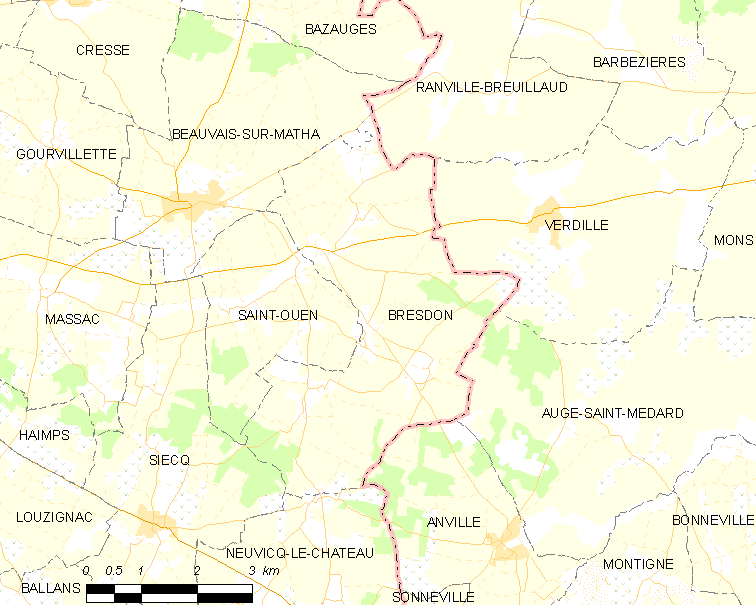
布雷东的OSM定位图

布雷东的时区为UTC+01:00、UTC+02:00（夏令时）。

## 行政
布雷东的邮政编码为17490，INSEE市镇编码为17062。

## 政治
布雷东所属的省级选区为马塔县。

## 人口

1962-2008年间布雷东人口变化图示

布雷东于2022年1月1日时的人口数量为228人。